# Danni Ashe
Pour les articles homonymes, voir Ashe.
Danni Ashe, née le 16 janvier 1968 à Beaufort en Caroline du Sud,, est un modèle de nu américain et une ancienne stripteaseuse.
Elle est la fondatrice et PDG de Danni's Hard Drive, un site qui depuis 1995 propose du contenu pour adultes mais uniquement « soft », dans la mesure où seul du personnel féminin est mis en scène, ce qui en fait un site pionnier en la matière.
Danni Ashe est surtout renommée pour sa poitrine naturelle (32FF en mesure américaine) ayant contribué à sa popularité en tant qu'artiste pour adultes.

## Biographie
Elle fit ses débuts en tant que stripteaseuse à l'âge de 17 ans à Seattle où elle rencontra quelques années plus tard son mari lorsque celui-ci fréquenta son night-club au cours d'un voyage d'affaires.
En 1996, en marge d'une carrière de mannequin réussie, elle lut The HTML Manual of Style et le livre L'Homme numérique (en) de Nicholas Negroponte lors de vacances à la mer. De retour aux États-Unis, elle s'enferma dans sa chambre et deux semaines plus tard elle avait tapé le code source du site web Danni.com.
Danni présenta le site à un couple d'amis et partit en voyage à New York avec son mari. Coupée du monde, ce n'est que lorsqu'elle arriva dans son hôtel à Manhattan qu'elle apprit par un message de son fournisseur d'accès que le trafic était si important que le système avait entièrement sauté.
Elle a alors rapidement créé son propre serveur, qui est devenu célèbre pour être visité de manière incessante. Son site a été décrit comme « Hot Box » (boîte chaude) et c'est en cet honneur qu'elle a appelé la zone membre The HotBox.
Durant les deux premières années de son existence, le site Danni’s Hard Drive fut un des sites web les plus visités au monde, utilisant même une bande passante plus large que celle de la totalité de l'Amérique centrale.
Le succès grandissant, Danni commença à embaucher du personnel et d'autres modèles. En 2003, 50 employés travaillaient à temps plein dans un studio de 1 500 m² à Los Angeles contenant des archives constituées de plusieurs centaines de milliers de photos et de plusieurs milliers d'heures de vidéos.
Dannie Ashe a la réputation d'être la femme la plus téléchargée sur Internet avec plus d'un milliard de téléchargements, record officiellement homologué par le Guinness le 17 août 2000. Elle fut la première femme à atteindre ce nombre.
Le record avait précédemment été convoité par le mannequin Cindy Margolis qui affirmait avoir été téléchargée 7 millions de fois, ce que Danni contesta. Trois agence indépendantes enquêtèrent alors et c'est grâce aux preuves qu'elles apportèrent que le Guinness lui décerna le record. Samuel Sugar, son directeur du marketing de l'époque, demanda à passer à l'Howard Stern Show pour apprendre « en direct » à Cindy Margolis qu'elle avait officiellement perdu son titre. Cindy accusa Danni de lui avoir volé son titre alors qu'elle n'était pas au courant que le Guinness avait officiellement couronné Danni, ce qui déclencha une tempête médiatique.
Elle est la dernière personne à avoir reçu ce titre, le Guinness des records considérant qu'il n'était plus possible de compter le nombre de téléchargements.
Danni reste responsable des affaires, et, bien qu'elle n'exerce plus, elle continue de faire profiter les membres de son site Web Danni.com à travers la zone qui leur est réservée — la fameuse « HotBox » — de nouveaux contenus en utilisant sa très vaste archive de photos et autres mises en scènes personnelles pour le plus grand plaisir de ses fans. Chaque mois, sur Danni.com, un modèle est nommé DanniGirl of the Month.

## Citations
- « For me, any sexual relationship with a man is too personal and too emotionally charged for lights, camera, action. Sexual relationships with women, on the other hand, are just for fun. »

Ce qui peut se traduire par :
« Pour moi, n'importe quelle relation sexuelle avec un homme est trop personnelle et trop chargée d'émotion pour les lumières, la caméra et l'action. Par contre, les relations sexuelles avec les femmes, c'est juste pour se divertir. »
- « I like a guy who is very confident and successful without being conceited. He MUST know how to cook, have a sense of humor and be able to tell a good story. »

Ce qui peut se traduire par :
« J'aime les hommes qui ont confiance en eux et qui connaissent la réussite sans être vaniteux. Ils doivent savoir cuisiner, avoir le sens de l'humour et être capable de raconter de bonnes histoires. »

## Modèles et actrices
Ci-dessous, quelques-unes des actrices les plus connues :
- Abigail Mac
- Adrianna Luna
- Aiden Ashley
- Alektra Blue
- Alexis Ford
- Amy Brooke
- Andy San Dimas
- April O'Neil
- Aria Giovanni
- Asa Akira
- Blue Angel
- Bobbi Starr
- Brandy Aniston
- Brett Rossi
- Brooklyn Lee
- Capri Anderson
- Capri Cavanni
- Celeste Star
- Chanel Preston
- Charley Chase
- Charlie Laine
- Chastity Lynn
- Cherie DeVille
- Dana DeArmond
- Dani Daniels
- Daisy Marie
- Dillion Harper
- Elexis Monroe
- Erica Campbell
- Eva Angelina
- Gracie Glam
- Heather Starlet
- India Summer
- Isis Taylor
- Jamie Lynn
- Jayden Cole
- Jelena Jensen
- Jenna Sativa
- Jesse Capelli
- Jessica Bangkok
- Jessica Jaymes
- Jessica Lynn
- Karlie Montana
- Kelly Madison
- Kirsten Price
- Kylie Ireland
- Lana Lopez
- Lea Lexis
- Lela Star
- London Keyes
- Lux Kassidy
- Nadia Styles
- Natasha Nice
- Penny Flame
- Phoenix Marie
- Raven Alexis
- RayVeness
- Sabrina Maree
- Samantha Saint
- Sammie Rhodes
- Shay Laren
- Sinn Sage
- Sophia Santi
- Sunny Leone
- Taylor Vixen
- Vanessa Veracruz
- Veronica Ricci
- Vicky Vette
- Yurizan Beltran